# Gibasis chihuahuensis
Gibasis chihuahuensis là một loài thực vật có hoa trong họ Commelinaceae. Loài này được (Standl.) Rohweder mô tả khoa học đầu tiên năm 1956.